# Jennifer Lafleur
Jennifer Lafleur es una actriz estadounidense. Es conocida por aparecer en las películas independientes The Do-Deca-Pentathlon (2012), The Pretty One (2013), The Midnight Swim (2014), MAD (2016) y 6 Years (2015). En televisión, Lafleur ha aparecido en las series de HBO Big Little Lies, Room 104 y Animals, la serie Billions de Showtime, American Crime en ABC, Married en FX, Chicago Fire en NBC, Workaholics y Review en Comedy Central, Childrens Hospital y Newsreaders en Adult Swim y Major Crimes en TNT.

## Vida personal
Lafleur nació en Ware, Massachusetts y creció en Brookfield. Su padre es médico de urgencias y su madre es bombero, paramédico y dirige el servicio de ambulancia de emergencia local. Lafleur trabajó como paramédico durante siete años durante la universidad y la escuela de posgrado. Se graduó summa cum laude de la Universidad Estatal de Westfield. Luego recibió su Máster en Bellas Artes en actuación de la Universidad Brandeis. Lo más probable es que sea de ascendencia francesa o francocanadiense.
El 30 de abril de 2016, Lafleur se casó con el actor y director Ross Partridge, tras salir durante diez años.
El 18 de mayo de 2019, Jennifer pronunció el discurso de graduación en la Universidad Estatal de Westfield.

## Carrera
Lafleur comenzó su carrera como actriz con pequeñas apariciones en las películas Baghead (2008), y Jeff, Who Lives at Home (2011), ambas escritas y dirigidas por Jay y Mark Duplass. En 2012, tuvo un papel secundario importante en su siguiente película, The Do-Deca-Pentathlon, interpretando el papel de Stephanie.
En 2013, coprotagonizó el papel de Marguerite en The Pretty One. En 2014, tuvo un papel principal en el thriller independiente The Midnight Swim. Ella interpretó a Annie, una de las tres hermanas que regresa a casa cuando su madre desaparece después de bucear en un lago. También creó y protagonizó la serie web Wedlock, protagonizada también por Mark Duplass y Rob Corddry.
En 2015, Lafleur coprotagonizó el drama romántico de Hannah Fidell 6 Years, en un elenco encabezado por Taissa Farmiga y Ben Rosenfield, e interpretó a Melissa en la película dramática independiente Lamb de Ross Partridge.

## Filmografía

### Películas
| Año  | Título                        | Papel                             | Notas         |
| ---- | ----------------------------- | --------------------------------- | ------------- |
| 2008 | Baghead                       | Directora del festival            |               |
| 2009 | Feed the Fish                 | Gwen                              |               |
| 2011 | Tiny Miny Magic               | Samantha Cabbage                  | Cortometraje  |
| 2011 | Jeff, Who Lives at Home       | Presentadora de televisión        |               |
| 2012 | The Do-Deca-Pentathlon        | Stephanie                         |               |
| 2013 | Sides & Rides                 | Desconocido                       | Cortometraje  |
| 2013 | Where Does It Go from Here    | Alice                             | Cortometraje  |
| 2013 | The Pretty One                | Marguerite                        |               |
| 2013 | Mutual Friends                | Annie                             |               |
| 2014 | The Middle Distance           | Beth                              |               |
| 2014 | The Skeleton Twins            | Drunk Natalie                     | Sin acreditar |
| 2014 | New                           | Noelle                            | Cortometraje  |
| 2014 | The Men We Wanted to Marry    | Emma                              | Cortometraje  |
| 2014 | The Midnight Swim             | Annie                             |               |
| 2015 | 6 Years                       | Ms. Anders                        |               |
| 2015 | Lamb                          | Melissa                           |               |
| 2015 | The Middle Distance           | Beth                              |               |
| 2015 | Havenhurst                    | Lisa                              |               |
| 2016 | Mad                           | Connie                            |               |
| 2016 | Carbon                        | Quinn Bolibar                     | Cortometraje  |
| 2016 | Holidays                      | Dr. Harding                       |               |
| 2016 | The Night Stalker             | Joven Elena                       |               |
| 2016 | No Land and No Light Anywhere | Tanya                             |               |
| 2016 | Six LA Love Stories           | Amanda Selden                     |               |
| 2016 | Buster's Mal Heart            | Voz psíquica                      |               |
| 2017 | Remember: Remember            | Arielle                           | Cortometraje  |
| 2017 | 6 Dynamic Laws for Success    | Norma Seville                     |               |
| 2017 | Limerence                     | May                               |               |
| 2017 | Father Daughter Dance         | Erin                              | Cortometraje  |
| 2018 | Back at the Staircase         | Trisha                            |               |
| 2018 | Making Babies                 | Danica                            |               |
| 2019 | From Within                   | The Woman                         | Cortometraje  |
| 2019 | The Husband                   | Tracy                             |               |
| 2019 | You Can Do This               | Beth                              | Cortometraje  |
| 2019 | Light Years                   | Liz                               |               |
| 2019 | Oleander                      | Kim                               | Cortometraje  |
| 2019 | Hungry Ghosts                 | Florence                          | Cortometraje  |
| 2020 | Baby Kate                     | Rebecca                           | Cortometraje  |
| 2020 | Fully Realized Humans         | Beatrice                          |               |
| 2022 | ¡Nop!                         | Phyllis Mayberry/Margaret Houston |               |
| 2022 | The Drop                      | Peggy                             |               |

### Televisión
| Año       | Título               | Papel          | Notas                                                   |
| --------- | -------------------- | -------------- | ------------------------------------------------------- |
| 2007–2009 | Guiding Light        | Enfermera Judy | 9 episodios                                             |
| 2009      | Bunker Hill          | Flora          | Piloto                                                  |
| 2013      | You're Whole         | Cathy          | Episodio: "Droppin' the 'G'/Ancient Egypt/Puffy Paints" |
| 2014      | Review               | Alicia         | 4 episodios                                             |
| 2014      | Married              | Cynthia        | Episodio: "Waffles & Pizza"                             |
| 2014      | Newsreaders          | Julie Gifford  | Episodio: "Headless Football Player; Identity Thief"    |
| 2014      | Wedlock              | Fiona          | Web series; 10 episodios                                |
| 2015      | Major Crimes         | Melanie Greggs | Episodio: "Personal Effects"                            |
| 2016      | Workaholics          | Sigourney      | Episodio: "Death of a Salesdude"                        |
| 2016      | Animals.             | Wife (voice)   | Episodio: "Rats"                                        |
| 2016      | Childrens Hospital   | Mother         | Episodio: "The Show You Watch"                          |
| 2016      | Billions             | Nancy          | Episodio: "The Punch"                                   |
| 2017      | American Crime       | Dr. Carlson    | Episodio: #3.2                                          |
| 2017      | Big Little Lies      | Fiona          | Episodio: "Living The Dream"                            |
| 2017      | Chicago Fire         | Mrs. Sullivan  | Episodio: "Take A Knee"                                 |
| 2017      | Room 104             | Karen / Diane  | 2 episodios                                             |
| 2019      | Friends from College | Alex           | Episodio: "The Engagement Party"                        |
| 2019      | The Good Doctor      | Lily Barstow   | Episodio: "Take My Hand"                                |
| 2019      | Castle Rock          | Mallory        | Episodio: "The Laughing Place"                          |
| 2020      | Medical Police       | Janet          | Episodio: "The Lasagna as a Whole"                      |